# Warden Law
Warden Law es un pueblo y una parroquia civil del distrito de Sunderland, en el condado de Tyne y Wear (Inglaterra). Según el censo de 2001, Warden Law estaba habitado por 33 personas (18 varones, 15 mujeres) en 12 hogares.